# Era Reiwa
Reiwa (令和?   «hermosa armonía» o «armonía bien ordenada») es el nombre de la era japonesa actual. Reiwa sucedió a la era Heisei a partir del 1 de mayo de 2019. El emperador Akihito de Japón, de 91 años, abdicó el 30 de abril, siendo sucedido por su hijo Naruhito en el trono imperial. Así, el año 2019 correspondió al año Heisei 31 hasta el 30 de abril, y a partir del 1 de mayo se inició el año Reiwa 1 (令和元年 Reiwa gannen?,  «gannen» significa «primer año»).
El nombre fue anunciado por el secretario jefe del Gabinete japonés Yoshihide Suga el 1 de abril de 2019. El anuncio se hizo después de una mesa redonda que duró 40 minutos junto con nueve académicos y especialistas, entre ellos el premio Nobel Shin'ya Yamanaka, Mariko Hayashi, Midori Miyazaki, Itsurō Terada, Sadayuki Sakakibara, Kaoru Kamata, Kojiro Shiraishi, Ryoichi Ueda y Yoshio Okubo.
El origen del nombre proviene de un poema de la antología japonesa Man'yōshū, la más antigua del país. Es la primera vez que los caracteres de una era son tomados de una obra literaria japonesa, ya que los anteriores fueron tomados de la literatura china.

## Selección de nombre

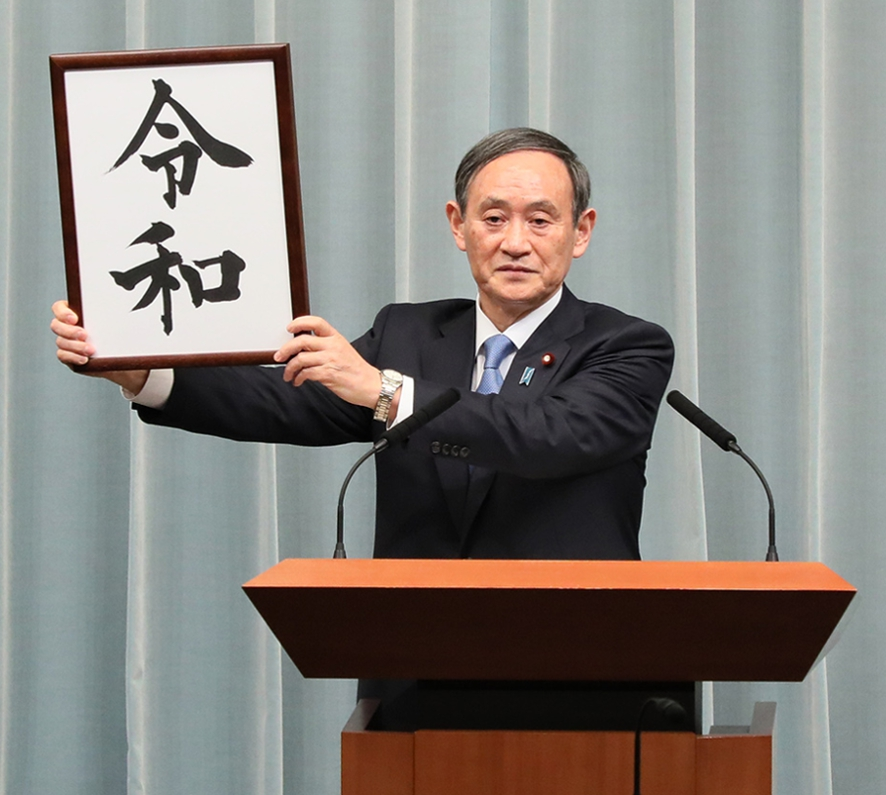
El ministro Yoshihide Suga anunciando el nombre de la nueva era imperial en conferencia de prensa.

Un panel de expertos compuesto por nueve miembros compuesto por siete hombres y dos mujeres seleccionó el nombre final de la nueva era y el gabinete seleccionó el nombre final de la lista.  Los nueve expertos fueron:
1. Midori Miyazaki (宮 崎 緑) - profesor de la Universidad de Comercio de Chiba
2. Itsuro Terada (寺 田逸郎) - expresidente de la Corte Suprema de Japón
3. Shinya Yamanaka (山 中 伸 弥) - Científico de células madre ganador del premio Nobel, profesor de la Universidad de Kioto
4. Mariko Hayashi (林 真理 子) - guionista y novelista
5. Sadayuki Sakakibara (榊 原定 征) - expresidente de la Federación de Empresas de Japón
6. Kaoru Kamata (鎌 田 薫) - administrador y presidente de la Universidad de Waseda
7. Kojiro Shiraishi (白石興 二郎) - presidente de la Asociación de Editores y Editores de Periódicos de Japón
8. Ryoichi Ueda (上 田 良 一) - presidente de la Japan Broadcasting Corporation
9. Yoshio Okubo (大 久保 好 男) - presidente de Nippon Television Holdings

El día después del anuncio, el gobierno reveló que los otros nombres de candidatos bajo consideración habían sido Eikō (英 弘), Kyūka (久 化), Kōshi o Kōji (広 至), Banna o Banwa (万 和), y Banpo o Banhō  (万 保), tres de los cuales provienen de dos obras japonesas, el Kojiki y el Nihon Shoki. Otros nombres de conjetura pronosticados incluyen An'ei (安永) y Heiwa (平和).

## Origen y significado

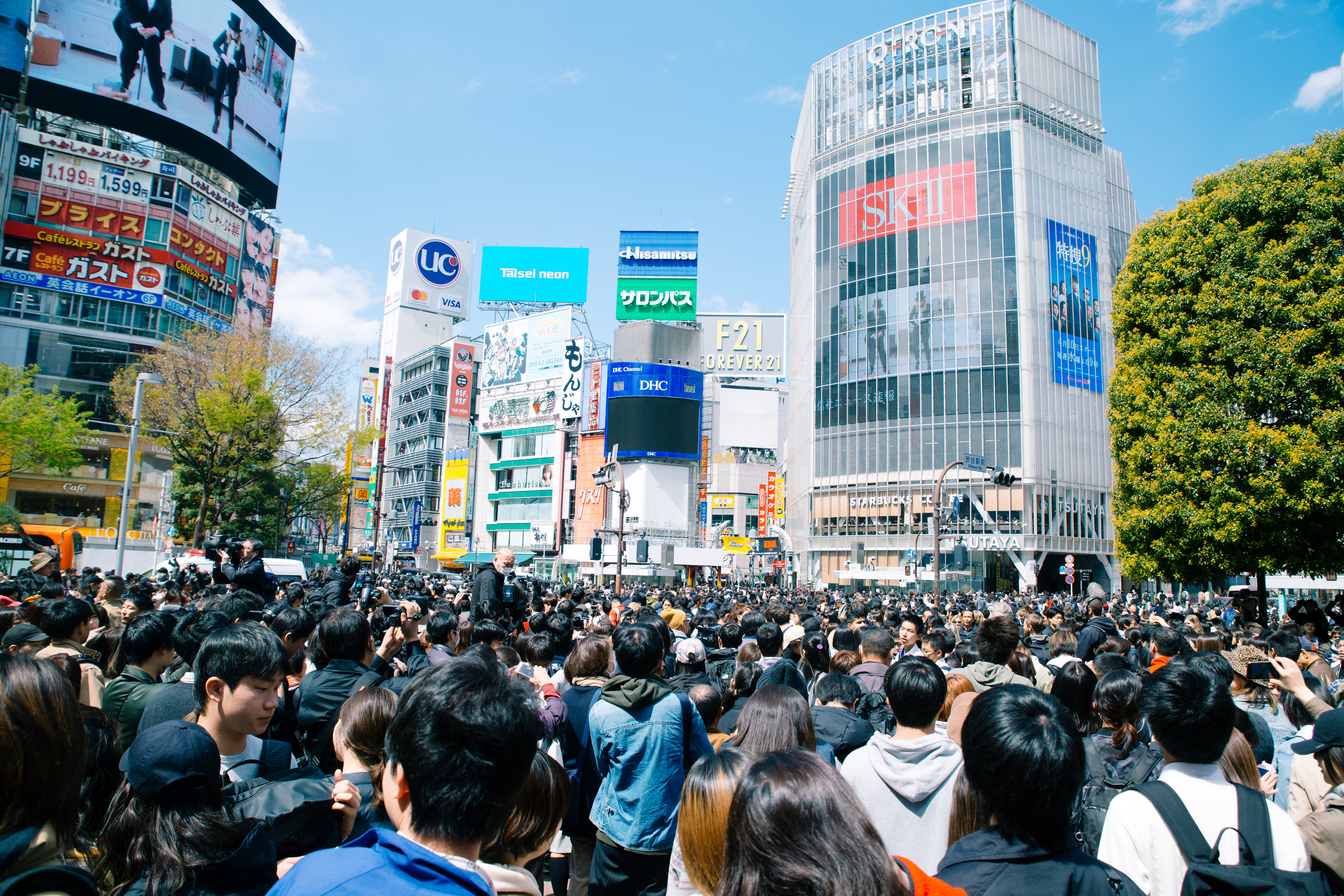
Anuncio de la Nueva Era Reiwa, en la Estación de Shibuya

Los caracteres kanji para Reiwa se derivan de la Man'yōshū, una antología de poesía waka del siglo VIII (período Nara). El kotobagaki (nota principal) adjunto a un grupo de 32 poemas (815–846) en el Volumen 5 de la colección, compuesto con motivo de una reunión poética para ver las flores del ciruelo, dice lo siguiente:

Texto original del Kanbun:
于 時 、 初春 令 月 、 氣 淑 風 和 、 梅 披 鏡 前 之 粉 、 蘭 薫 珮 後 之 香。
Traducción japonesa clásica (kanbun kundoku):
時 に 、 初春 の 令 月 に し て 、 気 淑 く 風 和 ぎ 、 梅 は 鏡 前 の 粉 を 披 き 、 蘭 は 珮 後 の 香 を 薫 す。
Toki ni, shoshun no reigetsu ni shite, kiyoku kaze yawaragi, ume wa kyōzen no ko o hiraki, ran wa haigo no kō o kaorasu.

Traducción al español:
Fue en la nueva primavera, en un mes justo (rei),
Cuando el aire estaba despejado y el viento era una brisa suave (wa).
Las flores de ciruelo florecieron el blanco encantador de una belleza
Y la fragancia de las orquídeas era su dulce perfume.
El Ministerio de Relaciones Exteriores de Japón proporcionó una interpretación en español de Reiwa como "bella armonía", para disipar los informes de que "Rei" (令) aquí se traduce como "comando" u "orden", que aparte de "auspicioso" están los significados más comunes del carácter en japoneses y chino modernos. El Ministerio de Relaciones Exteriores también señaló que la "hermosa armonía" es más una explicación que una traducción oficial o una interpretación legalmente vinculante.

## Implementación de moneda
Según la Casa de moneda de Japón, que es responsable de producir la moneda japonesa, todas las monedas con el nuevo nombre de la era se lanzarán en octubre de 2019. Lleva tres meses hacer preparativos, como crear moldes para ingresar texto o imágenes. La Casa de la Moneda priorizará la creación de monedas de 100 y 500 yenes debido a su alta circulación, con un lanzamiento anticipado para fines de julio de 2019.